# Relations entre l'Arménie et l'Italie
Les relations entre l'Arménie et l'Italie désignent les liens, échanges, confrontations, collaborations et rencontres, d’ordre économique, diplomatique, et culturel, qu’ont entretenus hier et entretiennent aujourd’hui l'Arménie et l'Italie.
Des relations bilatérales existent entre l'Italie et l'Arménie. L'Italie possède une ambassade à Erevan et l'Arménie en possède une à Rome.

## Historique
L'Arménie et l'Italie entretiennent des relations de longue date depuis l'Antiquité, lorsque la civilisation étrusque cherche à commercer avec les arméniens du royaume d'Urartu. Cela s'élargit ensuite lorsque l'Empire romain commence à s'étendre et réussit à conquérir l'Arménie, la convertissant en une province. Alors que les arméniens cherchent à se battre et à survivre à la domination romaine, les échanges culturels entre les deux s'accroissent et renforcent les points communs, ce qui enrichit finalement la relation entre Rome et l'Arménie.
L'Arménie et l'Italie deviennent des nations chrétiennes et possèdent une distinction significative qui rend leur relation unique. L'Arménie est la première nation chrétienne, tandis que l'Italie est la patrie du Saint-Siège, le lieu le plus saint du christianisme après Jérusalem,. Par conséquent, les relations entre l'Arménie et l'Italie sont liées par des liens anciens et la connexion chrétienne.

### Génocide arménien
Le royaume d'Italie rejoint la Première Guerre mondiale en 1915 et est l'une des premières nations à condamner le génocide arménien par l'Empire ottoman. Le consul italien Giacomo Gorrini (en) dénonce ouvertement les atrocités commises par les ottomans. En raison de ses efforts pour empêcher le génocide et de son soutien ultérieur à la lutte arménienne, il est honoré en Arménie.

### Connexion génétique
En 2014, une étude de recherche indique que les arméniens partagent un quart des liens génétiques avec les Italiens.

## Ère post-soviétique
Immédiatement après l'effondrement de l'Union soviétique, l'Italie est l'une des premières nations à reconnaître l'indépendance de l'Arménie. Lorsque la première guerre du Haut-Karabagh éclate, l'Italie est connue pour être le premier pays du groupe de Minsk agissant pour le règlement pacifique du conflit du Haut-Karabagh. Le président Carlo Azeglio Ciampi, en 2005, rappelle que les tentatives du groupe de Minsk n'ont pas encore produit de résultats et déclare qu'il fera de son mieux pour renforcer l'activité du groupe de Minsk.
L'Italie, en 2000, reconnaît le génocide arménien et punit ouvertement ceux qui nient de telles atrocités,,,. Ce soutien se renforce encore en 2019, lorsque la Chambre des députés italienne adopte une initiative appelant le gouvernement italien à reconnaître le génocide arménien et à donner à la question une dimension internationale.

### Commerce
Le chiffre d'affaires commercial de l'Arménie avec l'Italie est en constante augmentation. En 2018, il atteint 232,48 millions dollars, en augmentation de 15,5% par rapport à 2017 (201,3 millions dollars), l'exportation de l'Arménie vers l'Italie atteint 49,88 millions dollars, l'augmentation est de 15,2% par rapport à 2017 (43,28 millions dollars), l'importation de l'Italie vers l'Arménie, par pays d'origine, totalise 182,6 millions dollars, l'augmentation est de 15,6% par rapport à 2017 (158,0 millions de dollars).

### Reconnaissance de l'Artsakh
Le 16 octobre 2020, la ville de Milan devient le premier endroit en Italie à reconnaître la république d'Artsakh. La ville de Cerchiara en Calabre suit plus tard le 28 octobre.
L'Italie, en revanche, ne reconnaît pas le Karabagh et exhorte plutôt à résoudre le conflit de manière pacifique.

## Diplomatie

### République d'Arménie
L'Arménie possède une ambassade à Rome.

### République d'Italie
L'Italie possède une ambassade à Erevan.